# Kraniosynostos
Kraniosynostos är ett medfött tillstånd som innebär att en eller flera av de sömmar (suturer) som förbinder skallens olika ben har slutits för tidigt.
Suturerna fungerar normalt som tillväxtzoner och för tidig slutning av dessa leder till att barnet får en avvikande huvudform. Cirka 1 av 2 000 barn utvecklar kraniosynostos och ungefär 10 procent av dessa fall är förenade med syndrom. Detta innebär runt 80–90 nya kraniosynostosfall per år i Sverige.
Den för tidiga slutningen förhindrar tillväxt i den påverkade suturen och leder till kompensatorisk tillväxt i en riktning parallellt med suturen. Detta ger en huvudform som är karakteristisk för den sutur som är involverad.
Den vanligaste kraniosynostostypen är sagittal synostos. Vid detta tillstånd får barnet en skafocefal huvudform vilket innebär en smal och båtliknande skalle.
Ensidig synostos av den koronala suturen ger upphov till en främre plagiocefali (snedhet) med platt pannben samt en höjning och tillbakasättning av ögonhålans övre ram på den påverkade sidan och kompensatorisk utbuktande panna på andra sidan.
En för tidig slutning av metopikasuturen ger en trigonocefali, vilket innebär en spetsig panna och ovala, tätt sittande ögonhålor (hypotelorism). 
Brachycefali ses när båda koronariasuturerna har slutit sig. Huvudet hindras då att växa på längden vilket ger ett kort och högt huvud. Brachycefali och synostos i flera suturer är ofta förenat med syndrom.